# Ferrari 365
Der Ferrari 365 ist eine Modellfamilie des italienischen Automobilherstellers Ferrari, die mit Zwölfzylindermotoren ausgestattet ist. Die Familie besteht aus einer Reihe äußerlich sehr unterschiedlicher Coupés und Cabriolets. Alle Fahrzeuge haben 4,4 Liter große Zwölfzylindermotoren, die sich ungeachtet des identischen Hubraums teilweise stark voneinander unterscheiden. Wie keine andere Modellreihe von Ferrari wurden die Modelle der Baureihe 365 von der Fachpresse mit Spitznamen versehen, die mittlerweile bekannter sind als die offiziellen, auf technische Details zurückgehenden Bezeichnungen. Die bekanntesten Vertreter sind der 365 GTB/4 und seine offene Version 365 GTS/4, die oft als „Ferrari Daytona“ bezeichnet werden. Die eigenständigste Baureihe ist das Mittelmotorcoupé 365 GT/4 Berlinetta Boxer.

## Die Motoren
Alle Mitglieder der 365-Familie werden von Zwölfzylinder-V-Motoren angetrieben, die einen Hubraum von 4390 cm³ haben. Der Hubraum eines einzelnen Zylinders beträgt 365 cm³. Aus diesem Wert leitet sich die Bezeichnung der Modellfamilie ab.
Alle Frontmotormodelle der 365-Familie hatten einen Motor, dessen Grundstruktur auf eine Konstruktion von Gioacchino Colombo aus dem Jahr 1947 zurückging. Ferrari hatte Colombos Zwölfzylinder für die 1961 erschienene Modellfamilie 330 weitgehend überarbeitet, insbesondere war unter Beibehaltung des Zylinderbankwinkels von 60 Grad der Motorblock neu konstruiert worden. Dieser 4,0 Liter große Motor hatte die werksinterne Bezeichnung Tipo 209. Für die Baureihe 365, die ab 1966 schrittweise die 330-Reihe ablöste, vergrößerte Ferrari das Gesamtvolumen auf 4,4 Liter. Den Hubraumzuwachs erreichten die Ingenieure durch eine Vergrößerung der Bohrung von 77 auf 81 Millimeter. Der Hub blieb hingegen unverändert bei 71 Millimetern. Auf dieser Grundlage entstanden verschiedene Varianten, die auf die einzelnen Modelle der 365-Familie zugeschnitten waren:
- Der erste 365-Motor trug die Bezeichnung Tipo 217B. Er hatte eine obenliegende Nockenwelle für jede Zylinderreihe und zwei Ventile pro Zylinder. Zur Gemischaufbereitung wurden drei Doppelvergaser von Weber (Typ 40DF) verwendet. Für diese Variante verwendete Ferrari eine Nasssumpfschmierung. Die Leistung des Motors wurde mit 320 PS (235 kW) angegeben.[1] Der Tipo 217B wurde im 365 California Spyder (1966) eingesetzt.

- Eine Weiterentwicklung dieses Motors war der Tipo 245. Im Gegensatz zum Tipo 217B hatte er eine Druckumlaufschmierung. Der Motor leistete ebenfalls 320 PS (235 kW).[2] Der Tipo 245 wurde im 365 GTC und GTS sowie im 365 GT 2+2 eingesetzt.

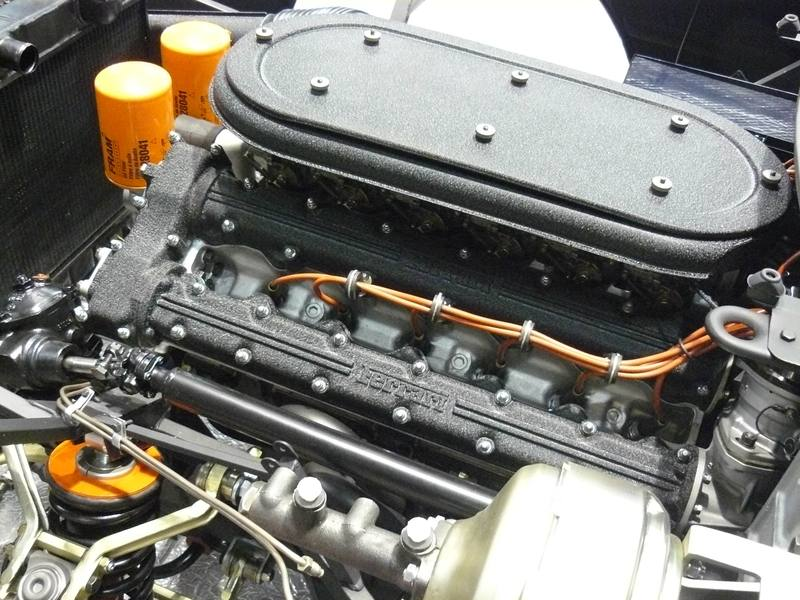
Ferrari Tipo 251

- 1969 erschien der Tipo 251. Im Gegensatz zum Tipo 217B und Tipo 245 hatte er eine Trockensumpfschmierung. Eine weitere Besonderheit waren die vier obenliegenden Nockenwellen (zwei für jede Zylinderreihe), die bislang kein anderer Motor der 365-Familie aufwies. Sie wurden über zwei Ketten angetrieben und steuerten zwei Ventile pro Zylinder. Zur Gemischaufbereitung wurden sechs Fallstrom-Doppelvergaser von Weber (Typ 40DCN 20 oder 21) verwendet. Die Verdichtung betrug 8,8:1. Die Leistung des Motors wurde mit 352 PS (259 kW) bei 7.500 Umdrehungen pro Minute angegeben.[3] Ferrari verwendete den Tipo 251 im 365 GTB/4 „Daytona“ und 365 GTS/4. Eine Hochleistungsversion, die in dem Wettbewerbsmodell 365 GTB/4 Competizione zum Einsatz kam, leistete bis zu 450 PS (331 kW).

- Eine weitere Abwandlung war der Tipo 101 AC, der wie der Tipo 251 über zwei obenliegende Nockenwellen pro Zylinderbank verfügte, anders als dieser aber mit einer Nasssumpfschmierung ausgestattet war. Anstelle von Fallstromvergasern verwendete der Tipo 101 AC sechs Doppel-Flachstromvergaser, deren Verwendung ermöglicht wurde, weil die Einlasskanäle zwischen den Nockenwellen geführt waren statt im Zylinder-V. Die Leistung betrug wiederum 320 PS (235 kW). Der Motor wurde im 365 GTC/4 „Il Gobbone“[4] sowie ab 1972 im Stufenheckcoupé 365 GT/4 2+2 eingesetzt.[5]

- Gänzlich eigenständig war schließlich der Tipo F102 A, der im Mittelmotorsportwagen 365 GT/4 BB „Berlinetta Boxer“ zum Einsatz kam. Der Motor hatte einen Zylinderbankwinkel von 180 Grad, auf den die technisch unzutreffende Bezeichnung Boxer zurückzuführen ist. Er hatte zwei obenliegende Nockenwellen für jede Zylinderreihe, die durch Zahnriemen angetrieben wurden, sowie eine Trockensumpfschmierung und vier Dreifach-Fallstromvergaser von Weber. Die Leistung betrug etwa 380 PS (279 kW).[6]

## Die Modelle

### 365 California Spyder

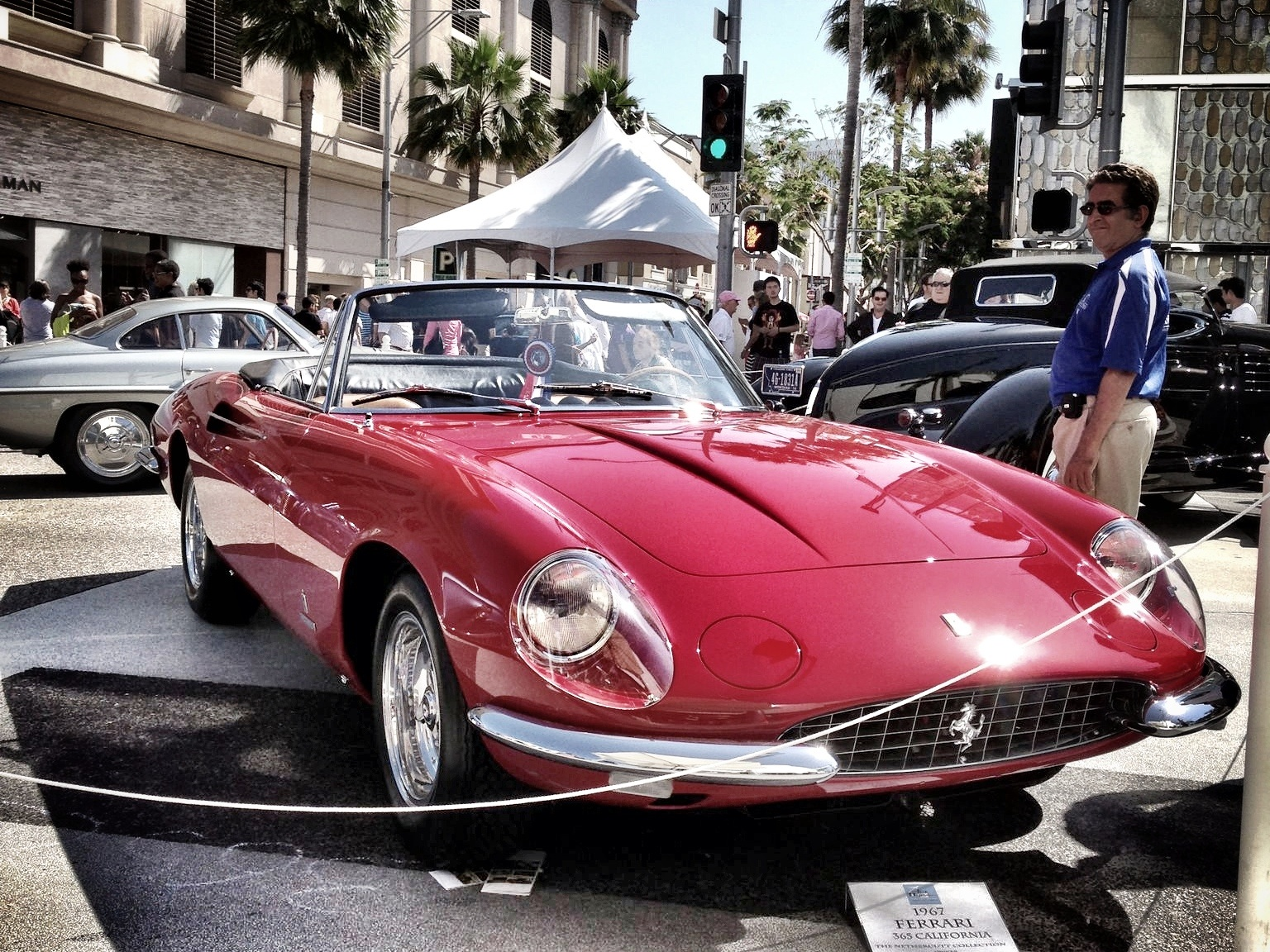
Ferrari 365 California Spyder

Auf dem Genfer Autosalon im Frühjahr 1966 wurde als erste 365-Variante ein Prototyp des 365 California Spyder präsentiert. Das Cabriolet war als exklusives Oberklassefahrzeug das Spitzenmodell im Ferrari-Programm und trat insoweit die Nachfolge des Ferrari 500 Superfast an. Er war auf die „elitäre Kundschaft“ vor allem in Nordamerika zugeschnitten.
Von 500 Superfast übernahm der California Spyder das Chassis (Tipo 598), das im Radstand (2650 mm) und in der Technik unverändert blieb. Die Karosserie war eigenständig; Tom Tjaarda hatte sie für Pininfarina gezeichnet. Sie wurde kontrovers aufgenommen. Der Zwölfzylinder-V-Motor (Tipo 217B) hatte einen Hubraum von 4390 cm³ (Bohrung × Hub = 81 × 71 mm) und leistete mit drei Doppelvergasern von Weber 235 kW (320 PS) bei 6600/min.
Vom 365 California Cabriolet entstanden 1966 und 1967 insgesamt 14 Fahrzeuge, von denen sieben an Kunden in den USA ausgeliefert wurden.

### 365 GT 2+2 „Queen Mary“

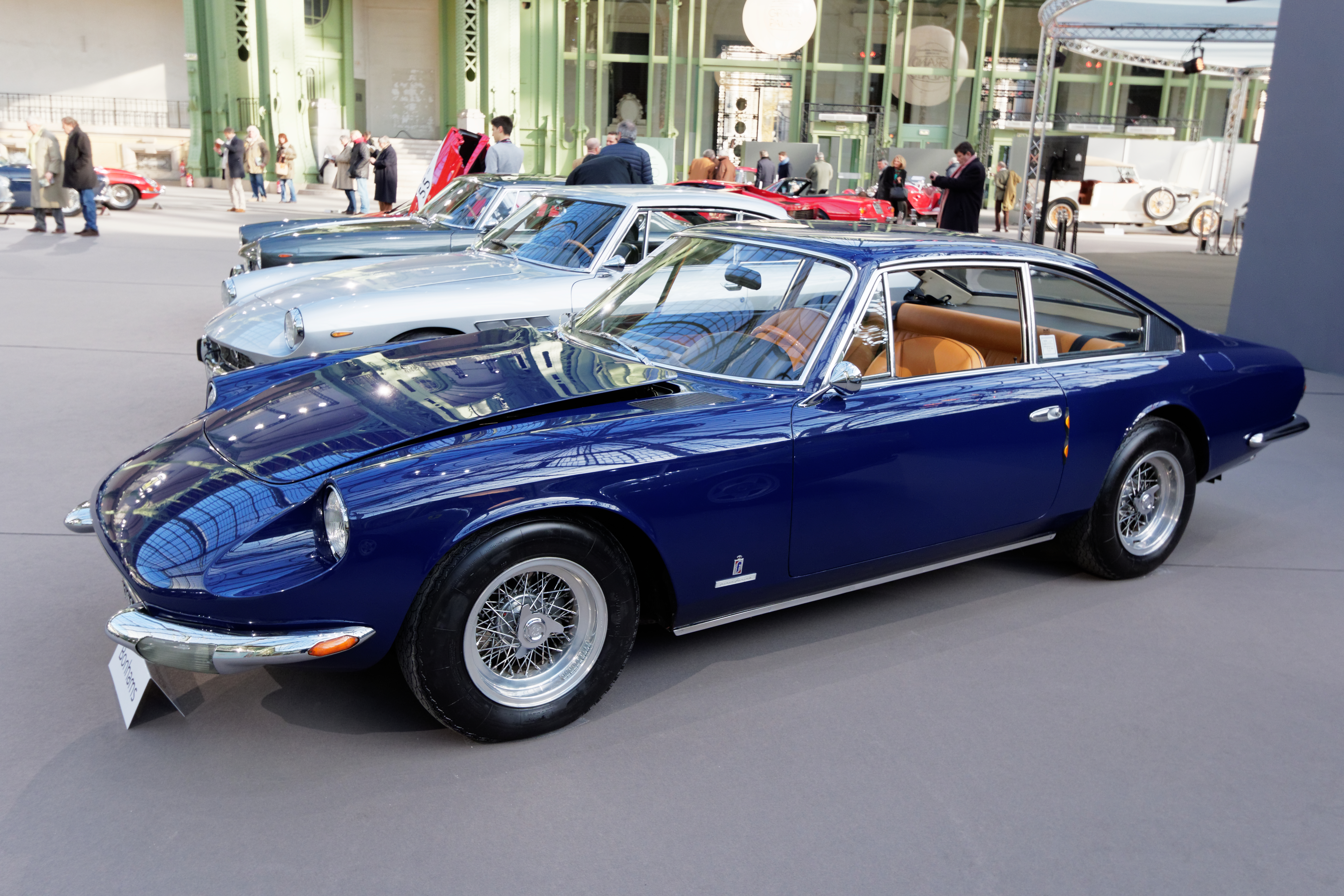
Ferrari 365 GT 2+2

Im Herbst 1967 stellte Ferrari auf dem Pariser Salon der 365 GT 2+2 vor, das knapp viersitzige Mitglied der Modellfamilie 365. Es löste den erfolgreichen 330 GT 2+2 ab, der in drei Jahren in etwa 1100 Exemplaren hergestellt worden war und seinerzeit Ferraris erfolgreichstes Einzelmodell gewesen war. Der 365 GT+2 verwendete einen vom 365 California Spyder abgeleiteten Motor, der allerdings wie schon der 365 GTC eine Druckumlauf- anstelle einer Nasssumpfschmierung hatte (Tipo 245). Das Fahrwerk war vom 330 GT 2+2 abgeleitet, hatte aber rundum Einzelradaufhängung, Schraubenfedern und Teleskopstoßdämpfer. Der 365 GT 2+2 war Ferraris erster Viersitzer, der nicht mit einer hinteren Starrachse ausgestattet war. Neu war auch eine automatische Niveauregulierung an der Hinterachse. Die Karosserie war neu entwickelt worden. Stilistisch galt sie als „Mischung bewährter Ferrari-Elemente.“ Die Serienausstattung war betont komfortabel. Sie umfasste Servolenkung, Klimaanlage, elektrische Fensterheber und ein Radio. Der 365 GT 2+2 war mit einer Außenlänge von fast fünf Metern einer der längsten jemals gefertigten Ferrari. Wegen der großzügigen Platzverhältnisse und der komfortablen Ausstattung galt er vielen als „Familien-Ferrari.“ Die lange Karosserie des 365 GT 2+2 und der unübliche Komfort des Wagens führten dazu, dass die Zeitschrift „Road & Track“ ihn mit dem Schiff „Queen Mary“ verglich. Diesen Spitznamen wurde der 365 GT 2+2 nicht bloß nie wieder los, diese Bezeichnung ist auch deutlich weiter verbreitet als die offizielle.
Insgesamt entstanden 801 Exemplare, die sich auf die Fahrgestellnummern 10791 bis 14099 verteilten. Während der Bauzeit entfiel etwa die Hälfte der Gesamtproduktion Ferraris auf den 365 GT 2+2. Sein Nachfolger war der 365 GT4 2+2.

### 365 GTC, 365 GTS

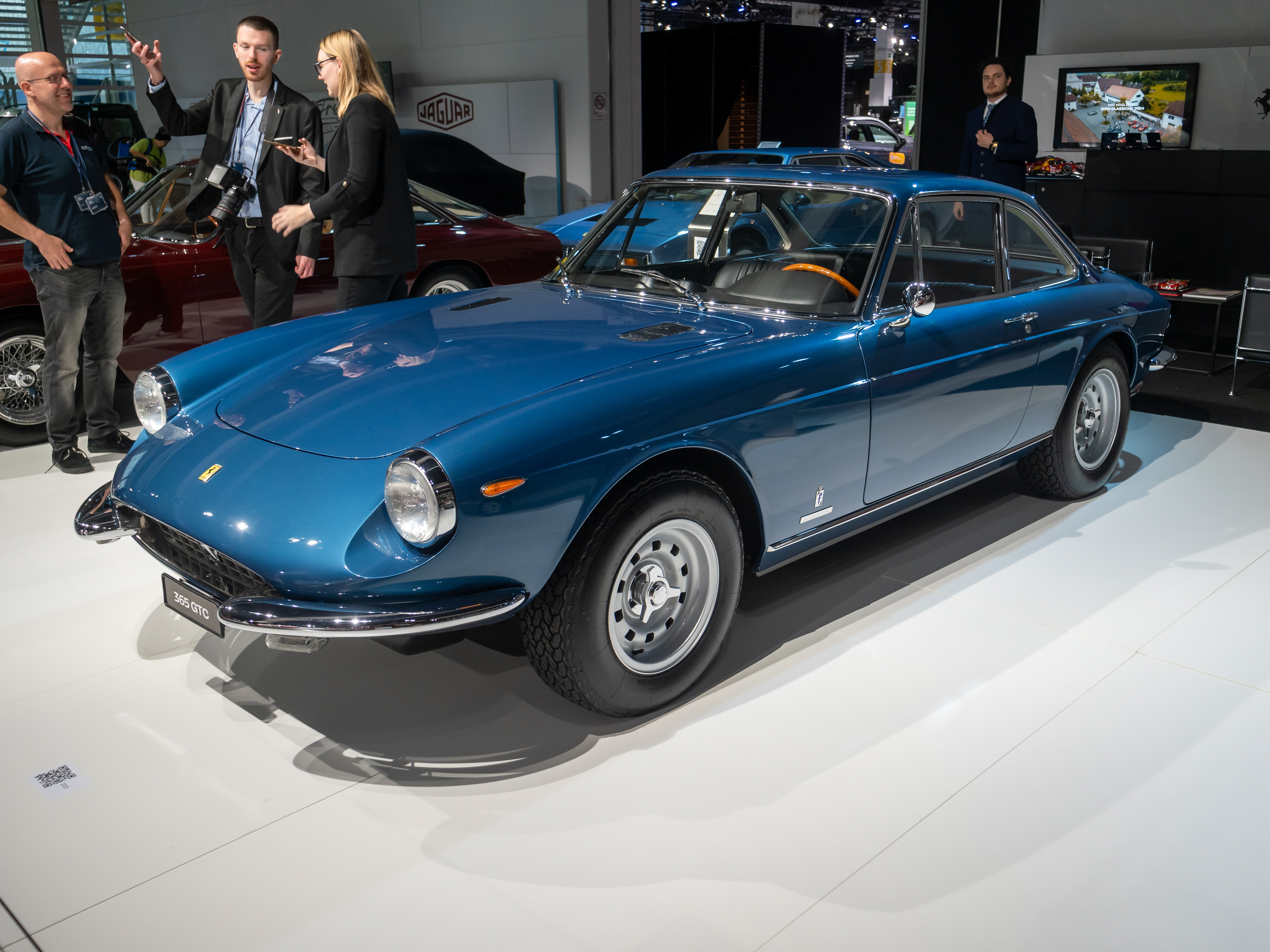
Ferrari 365 GTC

1968 wurden der 365 GTC (GTC = „Grand Tourismo Coupe“) und der 365 GTS präsentiert, die die direkte Nachfolge der aus dem Programm genommenen 330 GTC und 330 GTS antraten. Beide waren allerdings keine Neuentwicklung im eigentlichen Sinne, sondern eher ein behutsames Facelift der erfolgreichen Vorgänger. Die Karosserie beider Wagen geht dabei noch auf den 500 Superfast zurück. Die beiden Modelle waren als sportliche(re) Variante der 365 GT 2+2 und des California Cabriolets gedacht und wurde über 170-mal (davon 20 Spider) verkauft.
- Fahrgest.-Nr.: zwischen 11823 und 12795, über 150 produzierte 365 GTC
- Fahrgest.-Nr.: zwischen 12163 und 12493, 20 produzierte 365 GTS

### 365 GTB/4 und GTS/4 „Daytona“

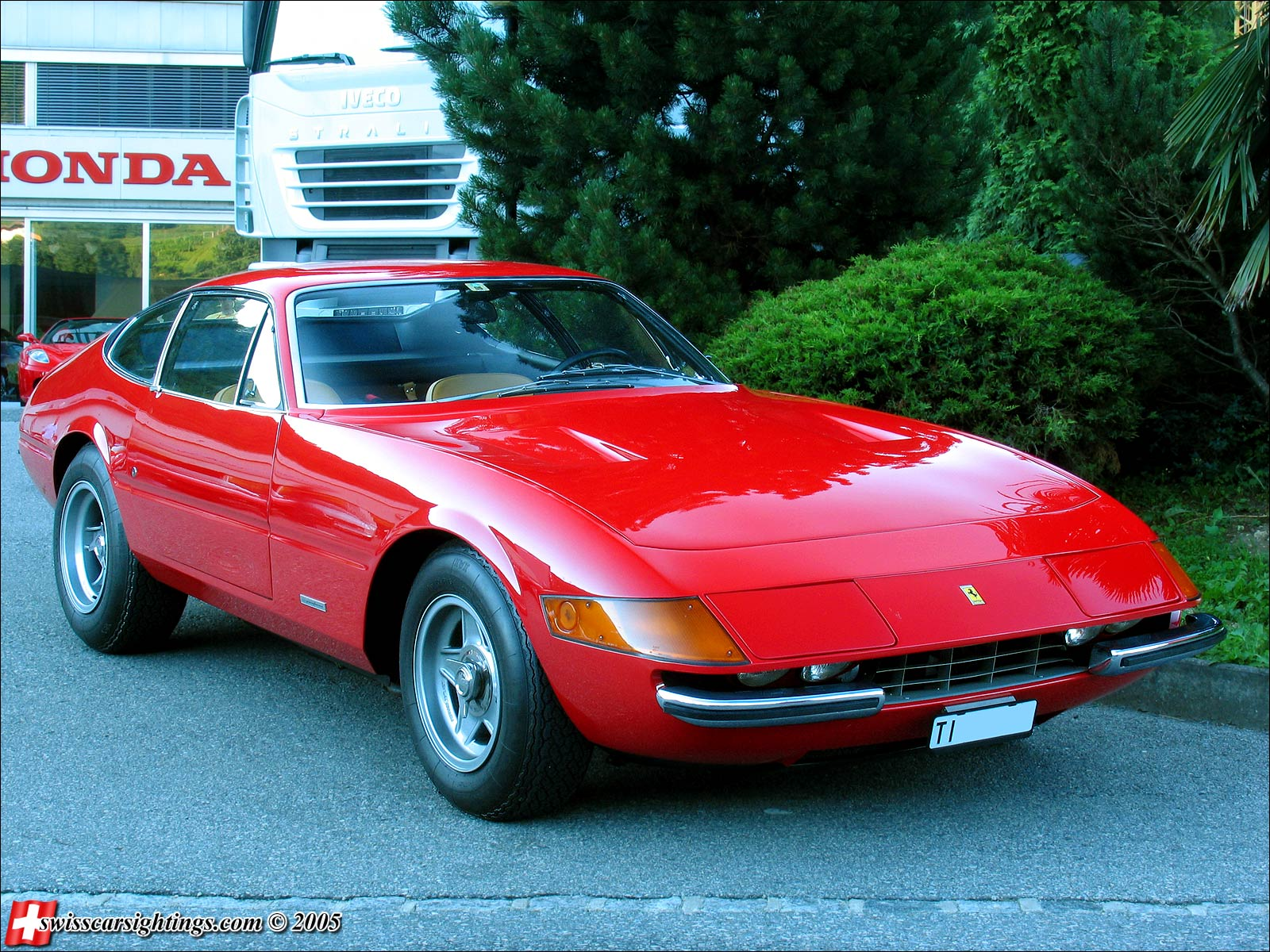
Ferrari 365 GTB/4 mit Klappscheinwerfern

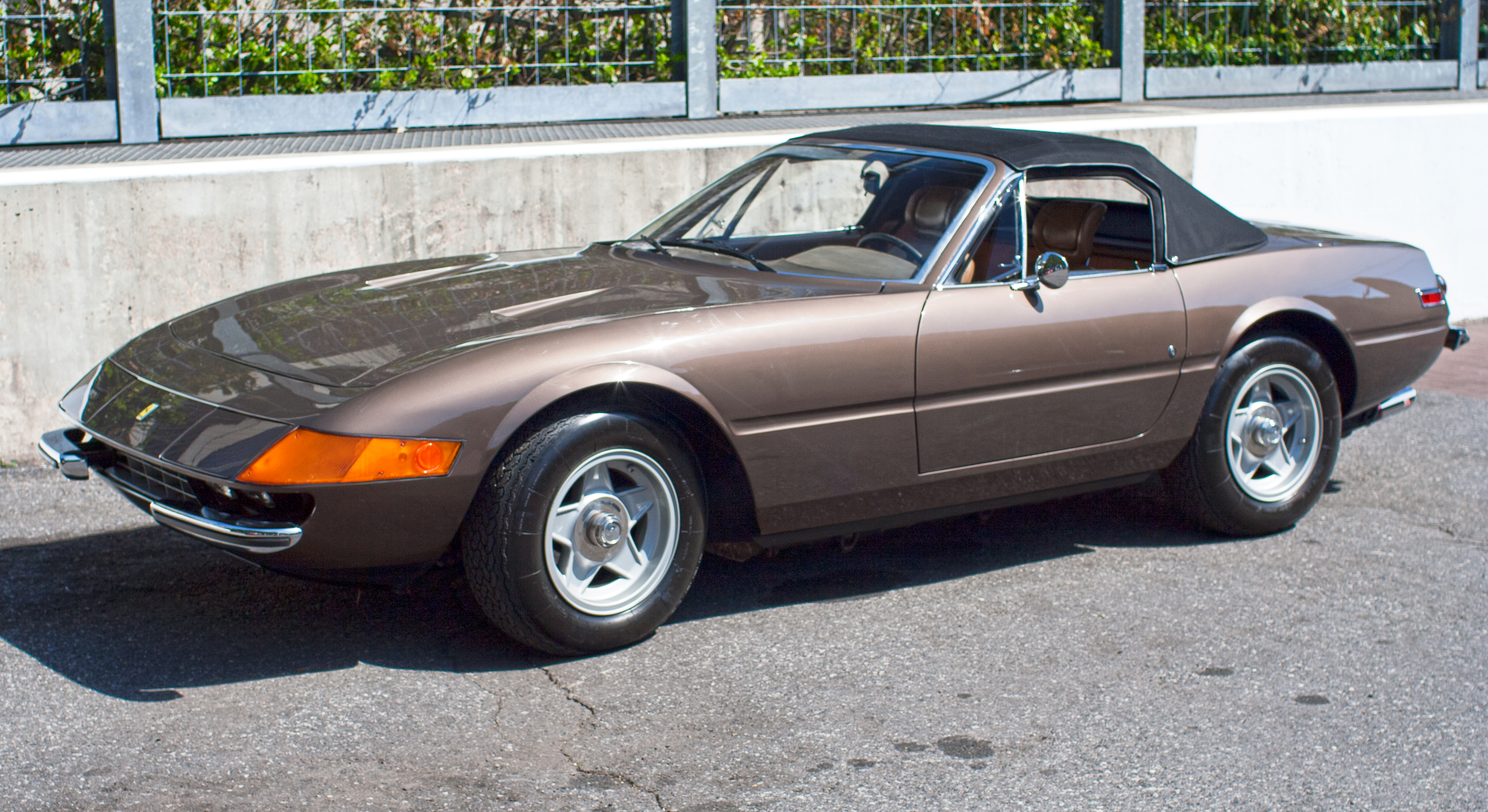
Ferrari 365 GTS/4

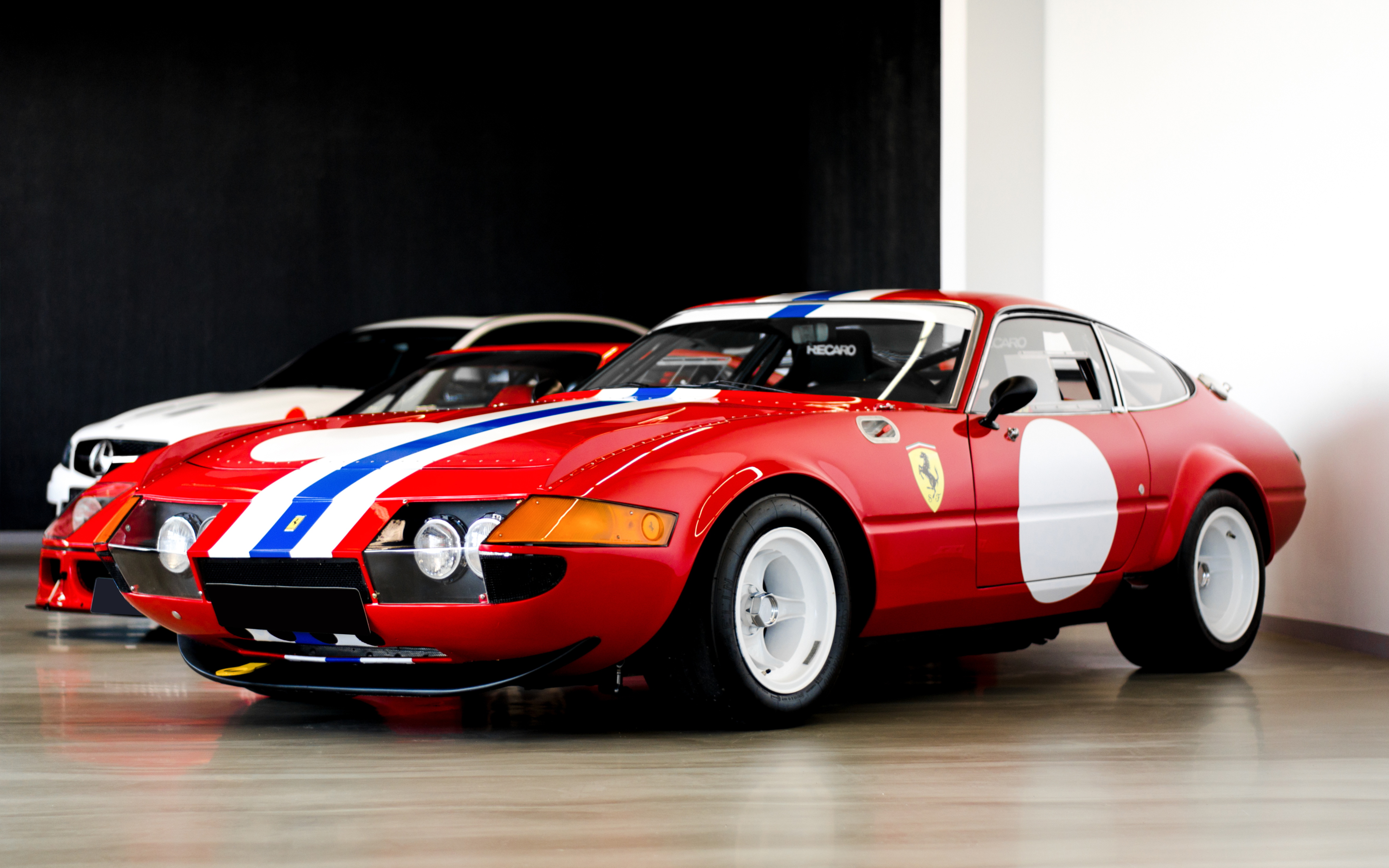
Ferrari 365 GTB/4 Competizione

Viertes Mitglied der 365-Familie wurde das Coupé 365 GTB/4, das 1968 vorgestellt wurde und 1969 ein offenes Gegenstück mit der Bezeichnung 365 GTS/4 erhielt. Diese Baureihe erhielt von der Presse die Bezeichnung Ferrari Daytona, die an das 24-Stunden-Rennen von Daytona 1967 erinnerte, bei dem die Scuderia Ferrari mit ihren Prototypen 330P4 und 412P auf den Plätzen eins, zwei und drei ins Ziel gekommen war. Der 365 GTB/4 löste den 275 GTB/4 ab, der nur zwei Jahre lang produziert worden war. Er nahm die Spitzenposition in Ferraris Modellpalette ein und war der leistungsstärkste Straßensportwagen des Unternehmens. Ferrari positionierte den 365 GTB/4, der dem traditionellen Frontmotorlayout folgte, als Konkurrenten zu Lamborghinis Mittelmotorsportwagen Miura.
Der 365 GTB/4 übernahm das Chassis des 275 GTB/4, hatte aber eine eigenständige, von Leonardo Fioravanti für Pininfarina gestaltete Karosserie aus Stahlblech. Eine stilistische Besonderheit war das umlaufende vordere Plexiglasband, das bündig in die Motorhaube überging und die beiden seitlich in die Kotflügel hineinragenden Blinker miteinander verband. Hinter den Plexiglasabdeckungen waren die vorderen Doppelscheinwerfer installiert. Diese Gestaltung verstieß allerdings gegen die ab 1970 geltenden US-amerikanischen Sicherheitsbestimmungen, nach denen eine Abdeckung vor der Scheinwerferstreuscheibe nicht mehr zulässig war. Ab Herbst 1970 installierte Ferrari daher für alle Märkte Klappscheinwerfer, die sich in geschlossenem Zustand ebenfalls fließend in die Frontmaske einfügten. Als Motor diente eine weiterentwickelte Version des Colombo-Zwölfzylinders mit der werksinternen Bezeichnung Tipo 251. In den wesentlichen Grundmerkmalen entsprach er den Motoren, die auch in den anderen Mitgliedern der 365-Familie verwendet wurde. Allerdings hatte er eine Trockensumpfschmierung und vier obenliegende Nockenwellen (zwei für jede Zylinderreihe). Diese Merkmale übernahm er von dem Motor des 275 GTB/4. Der Motor wurde so weit wie möglich nach hinten versetzt eingebaut. Die Kraftübertragung erfolgte über ein vollsynchronisiertes handgeschaltetes Fünfganggetriebe, das an der Hinterachse positioniert war (Transaxle-Bauweise). Tipo 251 leistete 352 PS (259 kW) und war damit geringfügig stärker als der Motor des Lamborghini Miura 400P. Die Höchstgeschwindigkeit wurde mit 274,8 km/h gemessen.
1969 präsentierte Ferrari die als 365 GTS/4 bezeichnete offene Version des Daytona. Der Spyder entsprach technisch der Berlinetta, auch die wesentlichen Karosseriemerkmale wurden übernommen. Allerdings gab es mit Ausnahme des ersten Prototyps von 1969 kein Exemplar des Spyder, das mit der Plexiglasfront der frühen GTB/4-Modelle ausgestattet war. Alle Produktionsmodelle des Spyder hatten vielmehr Klappscheinwerfer.
Berlinetta und Spyder wurden bei Scaglietti aufgebaut. Bis 1973 entstanden 1284 Coupés und 120 bis 125 Spyder. Beide Versionen gehören zu den begehrtesten Ferrari-Klassikern. Die GTB/4 erzielen Preise im hohen sechsstelligen Euro-Bereich, die Spyder sind mit Kaufpreisen ab etwa 2 Mio. Euro deutlich teurer. Einige Fahrzeuge wurden in Filmen eingesetzt. Zu besonderer Bekanntheit gelangte der Daytona in den 1980er-Jahren durch die Fernsehserie Miami Vice, in der scheinbar ein GTS/4 eingesetzt wurde. Tatsächlich handelte es sich bei dem verwendeten Fahrzeug aber um einen US-amerikanischen Nachbau mit Chevrolet-Corvette-Technik.
Von 1971 bis 1973 baute Ferrari auf der Basis des 365 GTB/4 in insgesamt 15 Exemplaren eine Wettbewerbsversion mit der Bezeichnung 365 GTB/4 Competizione. Sie wurde ausschließlich an private Kunden verkauft und nicht werksseitig eingesetzt.

### 365 GTC/4 „Il Gobbone“

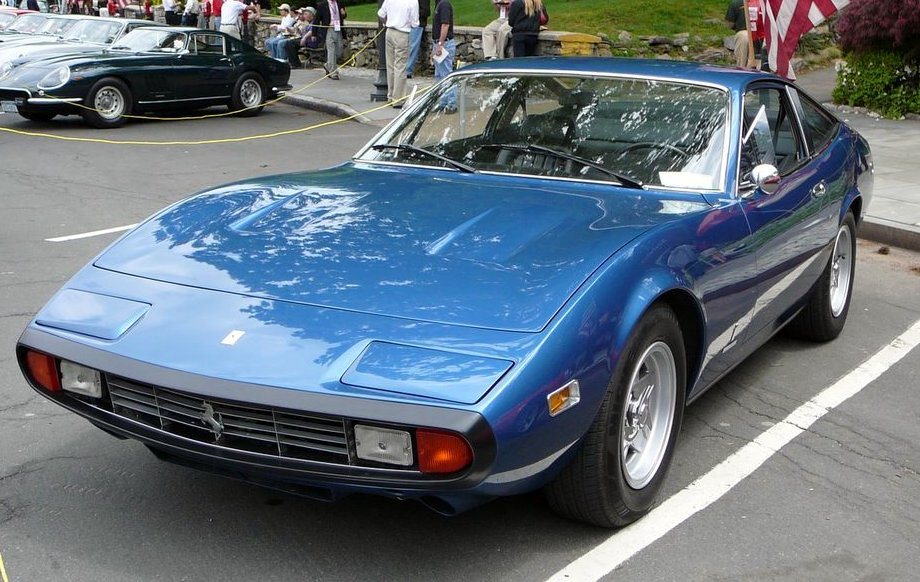
Ferrari 365 GTC/4 "Il Gobbone"

Der auf dem Genfer Automobilsalon 1971 vorgestellte Ferrari 365 GTC/4 war als Nachfolger des 365 GT 2+2 konzipiert. Äußerlich erinnerte er an den 365 GTB/4 „Daytona“, mit dem er auch in technischer Hinsicht verwandt war. Die Karosserie war von Filippo Sapino für Pininfarina entworfen worden. Wegen ihrer sehr rundlichen Formen erhielt sie in der Presse den Beinamen il Gobbone (Der Bucklige).
Der 365 GTC/4 nutzte wie der „Daytona“ den 4,4 Liter großen Colombo-Zwölfzylindermotor mit vier obenliegenden Nockenwellen, hatte aber eine andere Vergaseranlage. Das Getriebe war anders als beim „Daytona“ konventionell an den Motor geblockt. In 18 Monaten entstanden etwa 500 Exemplare des 365 GTC/4.
Der Wagen stand lange Zeit im Schatten des Aufsehen erregenden „Daytona“ und wird heute gelegentlich als der „vergessene Ferrari“ bezeichnet. Sein Wert auf dem Klassikermarkt liegt deutlich unter dem des „Daytona“.

### 365 GT4 2+2

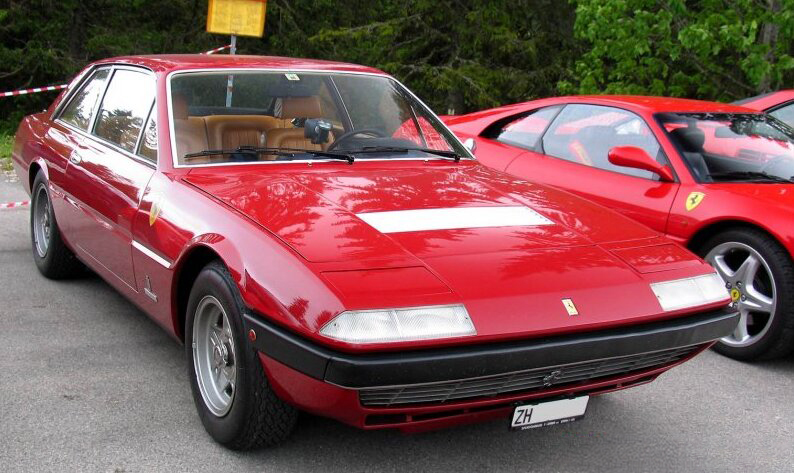
Ferrari 365 GT4 2+2, der unaufdringliche Geschäftswagen

Auf dem Pariser Salon 1972 debütierte ein weiteres 2+2-Modell, der 365 GT4 2+2. Er löste den 365 GT 2+2 ab. Konzeptionell war das von Pininfarina sehr schlicht gestaltete Coupé nicht an Sportwagenfahrer gerichtet, sondern an Geschäftsleute, die zwar Ferrari fahren wollten, aber nicht den Blicke provozierenden Auftritt des Daytona oder dessen Nachfolgers, des 365 GT/4 BB beschwören wollten.
Technisch entsprach der 365 GT4 2+2 dem „Il Gobbone“, lediglich der Radstand wurde um zwanzig Zentimeter verlängert. In seiner vierjährigen Produktionszeit wurden nur etwa 470 Wagen hergestellt. Das Konzept des 365 GT4 2+2 ging auf: der Wagen wurde später mit größeren Motoren und sogar einem Automatikgetriebe ausgeliefert und bis 1989 gebaut.
Damit gehören er und seine direkten Nachfolger (Baureihe 400 und 412) mit einer Produktionszeit von 17 Jahren zu den am längsten produzierten Baureihen der Automobilindustrie insgesamt (der Ferrari 400 wurde während dieser Zeit insgesamt 1.809-mal gebaut (Modelle 400 GT, 400 Automatic, 400i und 400i Automatic), der 412 576-mal.)
Die Produktion des 365 GT4 2+2 verteilt sich auf die Fahrgestellnummern 17083 bis 18895. Insgesamt entstanden etwa 470 Fahrzeuge.

### 365 GT/4 Berlinetta Boxer

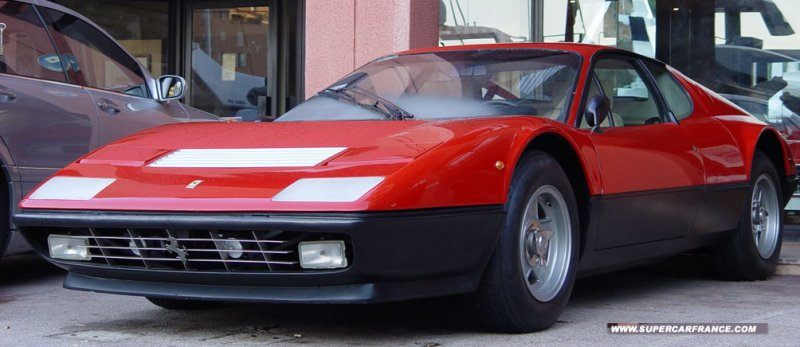
Ferrari 365 GT4 BB

1971 erstmals als Stilstudie gezeigt, erschien 1973 der letzte Exponent der Ferrari-365-Familie, der 365 GT/4 Berlinetta Boxer. Obwohl das Auto den Namen 365 trug, besaß es nicht den gleichen 12-Zylinder-Motor wie die bisher beschriebenen Modelle: Ferrari hatte nach langer Zeit einen neuen 12-Zylinder-Motor konstruiert. Er hatte 4390 cm³ Hubraum und trug seine Zylinder im Gegensatz zu all seinen Vorfahren erstmals nicht in klassischer V-Form. Der Motor leistete 279 kW (380 PS) bei 7500/min und hatte ein maximales Drehmoment von 409 Nm bei 3900/min. Die Maximaldrehzahl lag bei 7700/min. Technisch betrachtet handelte es sich jedoch nicht um einen echten Boxermotor, sondern um einen 180°-V-Motor, denn er hatte ein typisches Merkmal der V-Motoren: die beiden Pleuel von jeweils gegenüberliegenden Zylindern saßen auf einem gemeinsamen Hubzapfen der Kurbelwelle. Das erlaubte eine wesentliche Reduktion der Baulänge des Motors, der später mit mehr Hubraum auch in den Nachfolgern des 365 GT/4 BB eingesetzt wurde (Ferrari 512 BB, ab 1984 Ferrari Testarossa bzw. 512TR und 512M).
Der 365 GT/4 Berlinetta Boxer löste den Daytona als Spitzenmodell ab und folgte trotz Enzo Ferraris Bedenken dem im Sportwagenbau vorherrschenden Trend zum Mittelmotor. Erste Erfahrungen mit Mittelmotorsportwagen hatte Ferrari zuvor mit dem Rennwagen 250 LM gemacht. Nach dem Erfolg dieses Wagens in Le Mans dürfte es den Ingenieuren nicht allzu schwer gefallen sein, Enzo Ferrari von den Vorteilen des Mittelmotorkonzepts zu überzeugen.

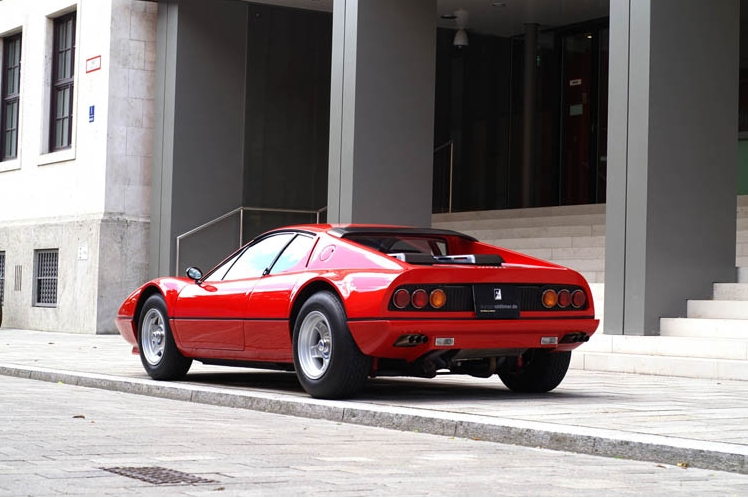
Heckansicht

Laut Werksangaben beschleunigte der 365 GT/4 BB in 5,4 Sekunden von Null auf 100 km/h und erreichte eine Höchstgeschwindigkeit von 300 km/h. Für die Beschleunigung von 100 auf 200 km/h benötigte der Wagen 12,8 Sekunden. Der Wagen wog trocken 1160 kg und hatte einen dem hohen Verbrauch angemessenen 120-Liter-Tank. Die Karosserie war wieder von Pininfarina entworfen worden, und hier wurde die „Pininfarina-Sicke“ noch stärker als stilistisches Element gebraucht als beim Daytona oder dem 365 GT/4 2+2: Der gesamte untere Teil des BB wurde unabhängig von der gewählten Wagenfarbe in schwarz lackiert. Dadurch duckte sich das Auto optisch noch tiefer auf die Straße. Ein einziges Fahrzeug wurde ab Werk in der Farbe Verde Germoglio (hellgrün) ausgeliefert.
1976 wurde der 365 GT/4 BB mit einem 5 Liter-Motor ausgestattet, leicht überarbeitet (mehr Lufteinlässe und vier statt sechs Rückleuchten) und einer neuen Nomenklatur entsprechend 512 BB genannt. Die letzten Modelle des 365 GT/4 BB erhielten zum Teil schon Karosseriemerkmale des Nachfolgers (Motorhauben mit mehr Lufteinlässen).
Vom 365 GT/4 BB wurden 387 Exemplare produziert.

## Technische Daten
| Datenblatt Ferrari 365           | Datenblatt Ferrari 365                                                    | Datenblatt Ferrari 365                                                    | Datenblatt Ferrari 365                                                    | Datenblatt Ferrari 365                                                    | Datenblatt Ferrari 365                             | Datenblatt Ferrari 365                             | Datenblatt Ferrari 365                             | Datenblatt Ferrari 365                             |
| Ferrari 365:                     | California                                                                | GT 2+2                                                                    | GTC                                                                       | GTS                                                                       | GTB/4 Daytona                                      | GTC/4                                              | GT4 2+2                                            | GT/4 BB                                            |
| -------------------------------- | ------------------------------------------------------------------------- | ------------------------------------------------------------------------- | ------------------------------------------------------------------------- | ------------------------------------------------------------------------- | -------------------------------------------------- | -------------------------------------------------- | -------------------------------------------------- | -------------------------------------------------- |
| Motor:                           | 12-Zylinder-V-Motor (Viertakt), Gabelwinkel 90°                           | 12-Zylinder-V-Motor (Viertakt), Gabelwinkel 90°                           | 12-Zylinder-V-Motor (Viertakt), Gabelwinkel 90°                           | 12-Zylinder-V-Motor (Viertakt), Gabelwinkel 90°                           | 12-Zylinder-V-Motor (Viertakt), Gabelwinkel 90°    | 12-Zylinder-V-Motor (Viertakt), Gabelwinkel 90°    | 12-Zylinder-V-Motor (Viertakt), Gabelwinkel 90°    | 12-Zylinder-180°-V-Motor (Viertakt)                |
| Hubraum:                         | 4390 cm³                                                                  | 4390 cm³                                                                  | 4390 cm³                                                                  | 4390 cm³                                                                  | 4390 cm³                                           | 4390 cm³                                           | 4390 cm³                                           | 4390 cm³                                           |
| Bohrung × Hub:                   | 81 × 71 mm                                                                | 81 × 71 mm                                                                | 81 × 71 mm                                                                | 81 × 71 mm                                                                | 81 × 71 mm                                         | 81 × 71 mm                                         | 81 × 71 mm                                         | 81 × 71 mm                                         |
| Leistung bei 1/min:              | 235 kW (320 PS) bei 6600                                                  | 235 kW (320 PS) bei 6600                                                  | 235 kW (320 PS) bei 6600                                                  | 235 kW (320 PS) bei 6600                                                  | 259 kW (352 PS) bei 7500                           | 250 kW (340 PS) bei 6800                           | 250 kW (340 PS) bei 6800                           | 279 kW (380 PS) bei 7500                           |
| Max. Drehmoment bei 1/min:       | 377 Nm bei 5000                                                           | 377 Nm bei 5000                                                           | 377 Nm bei 5000                                                           | 377 Nm bei 5000                                                           | 449 Nm bei 5400                                    | 439 Nm bei 4600                                    | 439 Nm bei 4600                                    | 409 Nm bei 3900                                    |
| Verdichtung:                     | 8,8 : 1                                                                   | 8,8 : 1                                                                   | 8,8 : 1                                                                   | 8,8 : 1                                                                   | 8,8 : 1                                            | 8,8 : 1                                            | 8,8 : 1                                            | 8,8 : 1                                            |
| Gemischaufbereitung:             | 3 Fallstrom-Doppelvergaser Weber 40 DFI                                   | 3 Fallstrom-Doppelvergaser Weber 40 DFI                                   | 3 Fallstrom-Doppelvergaser Weber 40 DFI                                   | 3 Fallstrom-Doppelvergaser Weber 40 DFI                                   | 6 Fallstrom-Doppelvergaser Weber 40 DCN20          | 6 Flachstrom-Doppelvergaser Weber 38 DCOE          | 6 Flachstrom-Doppelvergaser Weber 38 DCOE          | 4 Fallstrom-Dreifachvergaser Weber 40 IF3C         |
| Ventilsteuerung:                 | 1 obenliegende Nockenwelle je Zylinderbank, Kette                         | 1 obenliegende Nockenwelle je Zylinderbank, Kette                         | 1 obenliegende Nockenwelle je Zylinderbank, Kette                         | 1 obenliegende Nockenwelle je Zylinderbank, Kette                         | 2 obenliegende Nockenwellen je Zylinderbank, Kette | 2 obenliegende Nockenwellen je Zylinderbank, Kette | 2 obenliegende Nockenwellen je Zylinderbank, Kette | 2 obenliegende Nockenwellen je Zylinderbank, Kette |
| Kühlung:                         | Wasserkühlung                                                             | Wasserkühlung                                                             | Wasserkühlung                                                             | Wasserkühlung                                                             | Wasserkühlung                                      | Wasserkühlung                                      | Wasserkühlung                                      | Wasserkühlung                                      |
| Getriebe:                        | 5-Gang-Getriebe, Knüppelschaltung                                         | 5-Gang-Getriebe, Knüppelschaltung                                         | 5-Gang-Getriebe, Knüppelschaltung                                         | 5-Gang-Getriebe, Knüppelschaltung                                         | 5-Gang-Getriebe, Knüppelschaltung                  | 5-Gang-Getriebe, Knüppelschaltung                  | 5-Gang-Getriebe, Knüppelschaltung                  | 5-Gang-Getriebe, Knüppelschaltung                  |
| Radaufhängung vorn:              | Trapez-Dreiecklenkerachse, Schraubenfedern                                | Trapez-Dreiecklenkerachse, Schraubenfedern                                | Trapez-Dreiecklenkerachse, Schraubenfedern                                | Trapez-Dreiecklenkerachse, Schraubenfedern                                | Trapez-Dreiecklenkerachse, Schraubenfedern         | Trapez-Dreiecklenkerachse, Schraubenfedern         | Trapez-Dreiecklenkerachse, Schraubenfedern         | Trapez-Dreiecklenkerachse, Schraubenfedern         |
| Radaufhängung hinten:            | Trapez-Dreiecklenkerachse, Schraubenfedern                                | Trapez-Dreiecklenkerachse, Schraubenfedern                                | Trapez-Dreiecklenkerachse, Schraubenfedern                                | Trapez-Dreiecklenkerachse, Schraubenfedern                                | Trapez-Dreiecklenkerachse, Schraubenfedern         | Trapez-Dreiecklenkerachse, Schraubenfedern         | Trapez-Dreiecklenkerachse, Schraubenfedern         | Trapez-Dreiecklenkerachse, Schraubenfedern         |
| Bremsen:                         | Vierrad-Scheibenbremsen (Durchmesser 27,2/27,38 cm), Bremskraftverstärker | Vierrad-Scheibenbremsen (Durchmesser 27,2/27,38 cm), Bremskraftverstärker | Vierrad-Scheibenbremsen (Durchmesser 27,2/27,38 cm), Bremskraftverstärker | Vierrad-Scheibenbremsen (Durchmesser 27,2/27,38 cm), Bremskraftverstärker | dito, Durchmesser 28,8/29,7 cm                     | dito, Durchmesser 28,8/29,7 cm                     | dito, Durchmesser 28,8/29,7 cm                     | dito, Durchmesser 28,8/29,7 cm                     |
| Lenkung:                         | Schneckenlenkung                                                          | Schneckenlenkung                                                          | Schneckenlenkung                                                          | Schneckenlenkung                                                          | Schneckenlenkung                                   | Schneckenlenkung                                   | Schneckenlenkung                                   | Zahnstangenlenkung                                 |
| Karosserie:                      | Aluminium, auf Gitterrahmen                                               | Aluminium, auf Gitterrahmen                                               | Aluminium, auf Gitterrahmen                                               | Aluminium, auf Gitterrahmen                                               | Aluminium, auf Gitterrahmen                        | Aluminium, auf Gitterrahmen                        | Aluminium, auf Gitterrahmen                        | Aluminium, auf Gitterrahmen                        |
| Radstand:                        | 2650 mm                                                                   | 2650 mm                                                                   | 2400 mm                                                                   | 2400 mm                                                                   | 2400 mm                                            | 2550 mm                                            | 2700 mm                                            | 2500 mm                                            |
| Spurweite vorn/hinten:           | 1440/1470 mm                                                              | 1440/1470 mm                                                              | 1400/1420 mm                                                              | 1400/1420 mm                                                              | 1440/1425 mm                                       | 1470/1470 mm                                       | 1470/1500 mm                                       | 1500/1520 mm                                       |
| Abmessungen:                     | 4900 × 1780 × 1330 mm                                                     | 4980 × 1790 × 1345 mm                                                     | GTC: 4470 × 1670 × 1300 mm GTS: 4430 × 1675 × 1250 mm                     | GTC: 4470 × 1670 × 1300 mm GTS: 4430 × 1675 × 1250 mm                     | 4425 × 1760 × 1245 mm                              | 4570 × 1780 × 1270 mm                              | 4800 × 1800 × 1290 mm                              | 4360 × 1800 × 1120 mm                              |
| Leergewicht:                     | 1320 kg                                                                   | 1480 kg                                                                   | 1300 kg                                                                   | 1200 kg                                                                   | 1280 kg                                            | 1450 kg                                            | 1500 kg                                            | 1160 kg                                            |
| Höchstgeschwindigkeit:           | nicht angegeben                                                           | 245 km/h                                                                  | 245 km/h                                                                  | 235 km/h                                                                  | 280 km/h                                           | 260 km/h                                           | 250 km/h                                           | 300 km/h                                           |
| 0–100 km/h:                      |                                                                           |                                                                           |                                                                           |                                                                           | 5,4 s                                              |                                                    |                                                    | 5,4 s                                              |
| Verbrauch (Liter/100 Kilometer): | nicht angegeben                                                           | 17–22 S                                                                   | nicht angegeben                                                           | nicht angegeben                                                           | 20–23 S                                            | 18–22 S                                            | 18–22 S                                            | 20–23 S                                            |
| Preis (DM):                      | ca. 80.000 (1967)                                                         | 70.990 (1968)                                                             | n. a.                                                                     | n. a.                                                                     | 78.435 (1973)                                      | 76.000 (1973)                                      | 89.675 (1973)                                      | 98.457 (1973)                                      |